# Ludwipol (gmina)
Ludwipol – dawna gmina wiejska istniejąca do 1939 w woj. wołyńskim (obecnie na Ukrainie). Siedzibą gminy był Ludwipol (obecnie pod nazwą Sosnowe, Соснове).
W okresie międzywojennym gmina Ludwipol należała do powiatu rówieńskiego w woj. wołyńskim. 1 stycznia 1925 gmina weszła w skład nowo utworzonego powiatu kostopolskiego.
Według stanu z 4 stycznia 1936 gmina składała się z 72 gromad. Po wojnie obszar gminy Ludwipol został przyłączony do Ukraińskiej SRR.
Gminę tę stanowiły wsie, kolonie i futory w ogromnej większości nieistniejące dzisiaj nawet z nazwy. Przyczyniły się do tego zarówno czystki etniczne prowadzone w czasie II wojny światowej przez ukraińskich nacjonalistów (ze szczególnym nasileniem w 1943) jak również decyzja państw sojuszniczych o przesiedleniu polskich mieszkańców tych ziem na Ziemie Odzyskane w 1945. 16 grudnia 1942 nastąpiła tragedia we wsi Jezierce-Ozirce. Zginęło ponad 360 osób. Tylko kilka osób zostało ocalonych.

## Podział administracyjny
Stan na 1 stycznia 1936
- Adamówka (w. Adamówka)
- Alfredówka (kol. Alfredówka)
- Antolin (kol. Antolin, fut. Stużno)
- Berezyna (kol Berezyna, fut. Borołówka)
- Bereżniaki (kol. Bereżniaki)
- Bielczaki (w. Bielczaki, fut. Kaczany)
- Bielczakowskie (kol. Bielczakowska)
- Bronisławka
- Budki Kudrańskie (kol. Budki Kudrańskie)
- Budki Ujściańskie (kol. Budki Ujściańskie)
- Bystrzyce (w. Bystrzyce)
- Bystrzyce (os.w. Bystrzyce (os.Janówka))
- Chmielówka (w. Chmielówka, ur. Katarawy, fut. Worobjówka, fut. Wydumka)
- Chotyń (w. Chotyń)
- Chołopy (w. Chołopy, kol. Miniatyn)
- Chwojanka (kol. Chwojanka, fut. Mokre)
- Dermanka (kol. Dermanka, fut. Granne)
- Druchowa (w. Druchowa, kol. Marcelówka)
- Frankopol (w. Frankopol)
- Granne (kol. Granne)
- Górna (kol. Górna)
- Głuszków (kol. Głuszków)
- Głuboczek (w. Głuboczek)
- Horodyszcze (kol. Horodyszcze)
- Hruszówka (w. Hruszówka)
- Hurby (kol. Hurby)
- Hubków (w. Hubków)
- Huta-Bystrzecka (w. Huta-Bystrzecka) lub Huta Bystrzycka
- Huta-Korecka (kol. Huta-Korecka, ur. Koreśkie)
- Huta-Hruszowska (w. Huta-Hruszowska, ur. Markowa-Niwa, ur. Pomiary, ur. *Kołyczew)
- Huta-Nowa (kol. Huta-Nowa)
- Huta Stara (w. Huta-Stara)
- Jackowicze (w. Jackowicze)
- Janówka (kol. Janówka)
- Jakubówka-Mała (kol. Jakubówka-Mała)
- Jakubówka-Wielka (kol. Jakubówka-Wielka)
- Jezierce (w. Jezierce) lub Ozirce
- Kamionka (kol. Kamionka)
- Koziarnik-Chołopski (kol. Koziarnik-Chołopski)
- Koziarnik-Chotyński (kol. Koziarnik-Chotyński)
- Kudranka (kol. Kudranka)
- Lewacze (w. Lewacze)
- Ludwipol (m. Ludwipol)
- Maksymiljanowka (kol. Maksymiljanowka, ur. Długa-Niwa)
- Marenin (w. Marenin, kol. Majdan Mareniński)
- Marulczyn (kol. Marulczyn)
- Moczulanka (kol. Moczulanka)
- Medwedówka (w. Medwedówka, leśn. Perekopy)
- Morozówka (w. Morozówka)
- Mokre (kol. Mokre)
- Myszakowa (w. Myszakowa (Myszakówka), kol. Berezówka, kol. Spalony-Młynek)
- Niemilja (Niemilia) (kol. Niemilja, ur. Biały-Brzeg, ur. Borek, ur. Turobińsk (Trubińskie Futory), ur. Wyczymir)
- Nowiny (kol. Nowiny, kol. Młynek, kol. Pasieki)
- Peresieki (kol. Peresieki, kol. Onyń)
- Przerytka (kol. Przerytka)
- Pogorełówka (w. Pogorełówka)
- Podrałówka (kol. Podrałówka)
- Prom (kol. Prom)
- Rudnia-Potasznia (w. Rudnia-Potasznia)
- Rudnia-Pogorełowska (kol. Rudnia-Pogorełowska)
- Rudnia-Stryj (kol. Rudnia-Stryj)
- Siwki (w. Siwki)
- Duże Siedliszcze (w. Duże-Siedliszcze, f. Gliniszcze, kol. Papiernia, leśn. Kuryń)
- Duża-Sołpa (w. Duża-Sołpa, ur. Rudnia Sołpeńska)
- Sołomiak (kol. Sołomiak)
- Szopy (kol. Szopy, ur. Astrachanka)
- Ujście (w. Ujście, ur. Nakazów)
- Wilja (w. Wilja)
- Woronówka lub Woronucha (w. Woronówka, ur. Kabardyn, kol. Pypło)
- Wólka-Chołopska (w. Wólka-Chołopska, ur. Kornielin)
- Zastawie (kol. Zastawie, kol. Głuboczanka, kol. Józefówka)
- Zawołocze (kol. Zawołocze)